# Île Groais
Pour les articles homonymes, voir Brunette.
L'île Groais (en anglais : Groais Island) est une île située au nord-est de l'île de Terre-Neuve. Elle fait partie des îles Grey. C'est une île inhabitée.

## Géographie
L'île Groais est située au Nord-Est de l'île de Terre-Neuve face à l'océan Atlantique. Elle s'élève au large de la localité de Conche.
L'île est vallonnée, s'élevant à plus de 100 mètres d'altitude. Avec sa voisine, l'île Bell, elles forment les îles Grey.

## Histoire
Ce sont les marins-pêcheurs bretons qui baptisèrent cette île Groais en souvenir de l'île de Groix située en Bretagne. En langue bretonne, l'île de Groix s'écrit Groe (prononcé [gʁwe]). Il pourrait être issu du breton groa « cordon (de galets) », lui-même formé sur la racine celtique graua, et qui serait l'origine du mot français « gravier ».
L'île de Groais et sa voisine Belle-Isle (Bell Island) forment les deux «belles îles» repérées en 1534 par Jacques Cartier. James Cook a navigué au large de ces îles le 4 juillet 1754.